# Laverda
Laverda je italská firma zabývající se výrobou motocyklů. Vznikla v roce 1873, kdy ji založil Pietro Laverda, v té době se však zabývala výrobou zemědělských strojů. S výrobou motocyklů začal až jeho vnuk Francesco Laverda v roce 1947. Firma byla oficiálně založena v Breganze roku 1949. V roce 2004 ji pohltil koncern Aprilia a společně s tímto koncernem ji v roce 2006 převzala skupina Piaggio. Největšího uznání firma dosáhla modelem 750 SFC v sedmdesátých letech.